# Grama

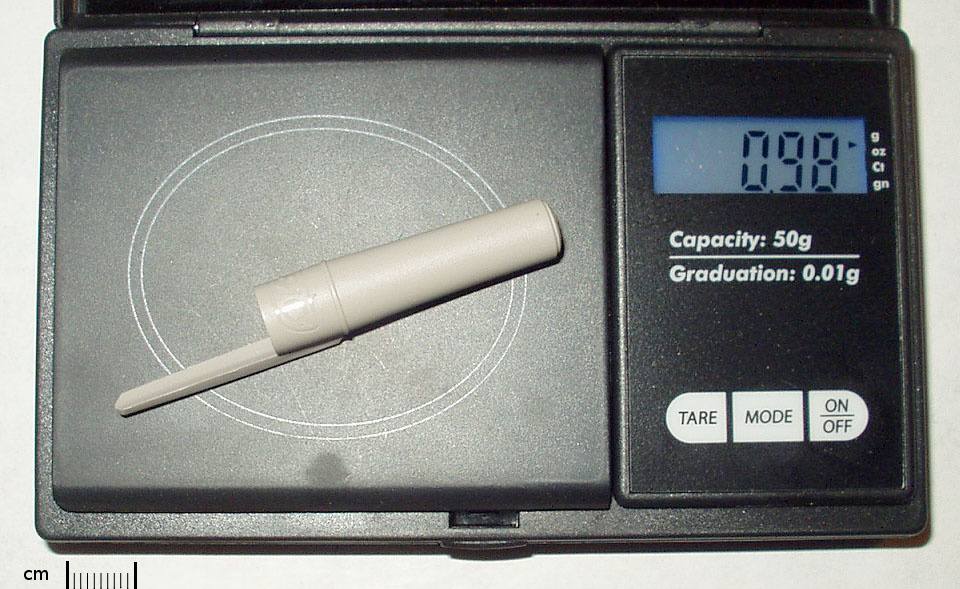
Uma tampa de caneta BIC pesa aproximadamente um grama.

O grama (símbolo: g) é uma unidade de medida de massa no Sistema Internacional de Unidades (SI) correspondente a um milésimo de quilograma.
Originalmente definido a partir de 1795 como "o peso absoluto de um volume de água pura igual ao cubo da centésima parte de um metro [1 cm3], e à temperatura do gelo derretido" a temperatura de definição (≈0 °C) foi posteriormente alterada para 4 °C, a temperatura de densidade máxima da água.
No final do século 19, houve um esforço para tornar a unidade básica o quilograma e o grama uma unidade derivada. Em 1960, o novo Sistema Internacional de Unidades definiu um grama como um milésimo de quilograma (ou seja, um grama equivale a 1×10−3 kg). O quilograma, a partir de 2019, é definido pelo Bureau Internacional de Pesos e Medidas a partir do valor numérico fixo da constante de Planck (h).

## Símbolo oficial do SI
O único símbolo de unidade para grama que é reconhecido pelo Sistema Internacional de Unidades (SI) é "g" após o valor numérico com um espaço, como em "640 g" para representar "640 gramas" na língua inglesa. O SI não permite o uso de abreviações como "gr" (que é o símbolo dos grãos),"gm" ("g⋅m" é o símbolo do SI para grama-metro) ou "Gm" (o símbolo do SI para gigametro).:C-19

## História
A palavra grama foi adotada pela Convenção Nacional Francesa em seu decreto de 1795 revisando o sistema métrico como substituto do cascalho (introduzido em 1793 simultaneamente com uma medida básica chamada grave, da qual o cascalho era uma subdivisão). Sua definição permaneceu a do peso de um centímetro cúbico de água.
O francês gramme foi retirado do termo latino tardio gramma. Esta palavra - em última análise, do grego γράμμα (grámma), "letra" - adotou um significado especializado na Antiguidade Tardia de "uma vigésima quarta parte de uma onça" (dois oboli), correspondendo a cerca de 1,14 gramas modernos. Este uso do termo é encontrado no carmen de ponderibus et mensuris ("poema sobre pesos e medidas") composto por volta de 400. Há também evidências de que o grego γράμμα foi usado no mesmo sentido por volta da mesma época, no século IV, e sobreviveu nesse sentido no grego medieval, enquanto o termo latino morreu no latim medieval e foi recuperado na Renascença bolsa.
O grama era a unidade básica de massa no sistema de unidades (CGS) centímetro-grama-segundo do século 19. O sistema CGS coexistiu com o sistema de unidades metro-quilograma-segundo (MKS), proposto pela primeira vez em 1901, durante grande parte do século 20, mas o grama foi substituído pelo quilograma como a unidade básica de massa quando o sistema MKS foi escolhido para as unidades básicas SI em 1960.

## Usos
O grama é a unidade de medida mais amplamente utilizada para ingredientes não líquidos na culinária e nas compras de supermercado em todo o mundo. Os ingredientes líquidos são frequentemente medidos por volume e não por massa.
Muitas normas e requisitos legais para rótulos nutricionais em produtos alimentícios exigem que o conteúdo relativo seja declarado por 100 g do produto, de modo que o valor resultante também possa ser lido como uma porcentagem.

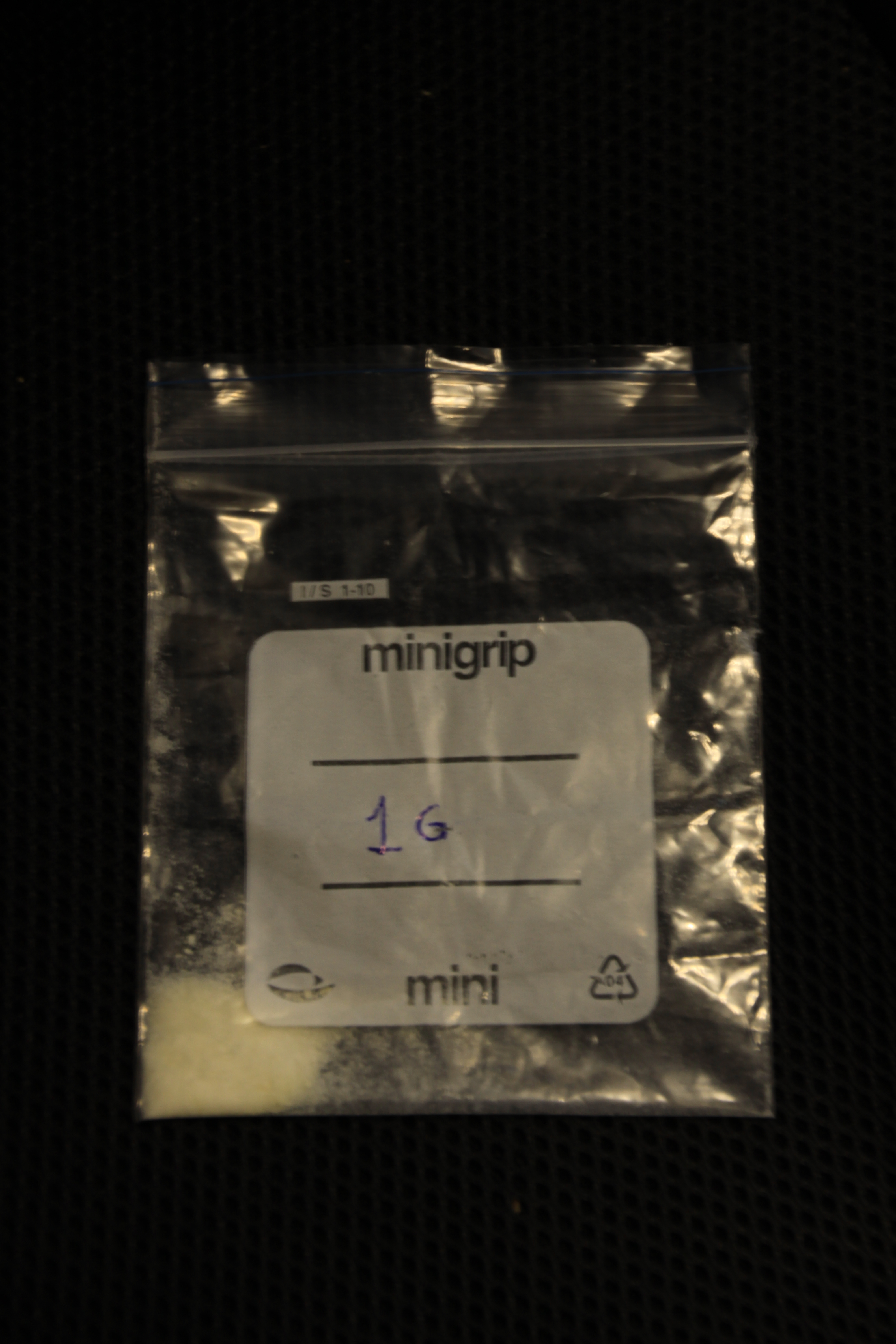
Um grama de anfetaminas (a unidade frequentemente usada para varejo de rua)

## Equivalências
1 grama é igual a:
- 1 000 mg
- 100 cg
- 10 dg
- 0,1 dag
- 0,01 hg
- 0,001 kg

## Múltiplos e submúltiplos
Múltiplos
- Yotagrama (Yg) = 1024 g
- Zetagrama (Zg) = 1021 g
- Exagrama (Eg) = 1018 g
- Petagrama (Pg) = 1015 g
- Teragrama (Tg) = 1012 g
- Gigagrama ou Quilotonelada (Gg ou kt) = 109 g
- Megagrama ou Tonelada (Mg ou t) = 106 g
- Quintal métrico (q) = 105 g
- Miriagrama (mag) = 104 g
- Quilograma (kg) = 103 g
- Hectograma (hg) = 10² g
- Decagrama (dag) = 10¹ g

Submúltiplos
- Decigrama (dg) = 10−1 g
- Centigrama (cg) = 10−2 g
- Miligrama (mg) = 10−3 g
- Micrograma (µg) = 10−6 g
- Nanograma (ng) = 10−9 g
- Picograma (pg) = 10−12 g
- Femtograma (fg) = 10−15 g
- Atograma (ag) = 10−18 g
- Zeptograma (zg) = 10−21 g
- Yoctograma (yg) = 10−24 g